# Belkuni Chaudhri, Aurad
Belkuni Chaudhri là một làng thuộc tehsil Aurad, huyện Bidar, bang Karnataka, Ấn Độ.